# راج غريوال
راج غريوال هو محامي وسياسي كندي، ولد في 11 سبتمبر 1985 في كالغاري في كندا. نشط حزبياً في الحزب الليبرالي الكندي. وقد انتخب عضو مجلس العموم الكندي عن دائرة Brampton East (federal electoral district) ‏ وقد انضم خلال فترته النيابية ‏ (24 نوفمبر 2018 – ) للكتلة البرلمانية مستقل وفي الانتخابات الفيدرالية الكندية 2015، انتخب عضو مجلس العموم الكندي عن دائرة Brampton East (federal electoral district) ‏ وقد انضم خلال فترته النيابية ‏ (19 أكتوبر 2015 – 23 نوفمبر 2018) للكتلة البرلمانية الحزب الليبرالي الكندي.

## وصلات خارجية
- الموقع الرسمي